# Newport, Indiana
Newport este o localitate, municipalitate și sediul comitatului, Vermillion, statul Indiana, Statele Unite ale Americii.